# Charles Mullendorff
Carl (Charles) Mullendorff (Luxemburg-Stad, 19 juni 1861 – Straatsburg, 15 april 1895) was een Luxemburgs architect.

## Leven en werk
Charles Mullendorff was een zoon van Mathaeus Lambert August (Mathieu) Mullendorff, bureauchef bij de Administration général des finances, en Maria Elisabeth Hastert. Hij bezocht het Athénée royal grand-ducal in Luxemburg en studeerde architectuur (1882-1886) in München en Brussel.
Mullendorff ontwierp herenhuizen met karakter, maar in een eenvoudige stijl, waarbij hij de toenmalige neiging naar neogotiek en neorenaissance vermeed. In de jaren 1890-1894 werden meerdere van zijn ontwerpen gebouwd langs de Boulevard Joseph II en de Place Joseph II (later Place Winston Churchill) in de stad Luxemburg. Voor het beeldhouwwerk aan zijn gebouwen werkte hij een aantal malen samen met de Belgische beeldhouwer Jean Herman, die was verbonden aan de Luikse academie. 
In 1893 was Mullendorff een van de oprichters van de kunstenaarsvereniging Cercle Artistique de Luxembourg (CAL), naast onder anderen de architecten Jean-Pierre Knepper en Jean-Pierre Koenig, de kunstschilders Pierre Blanc, Michel Engels, Franz Heldenstein en Jean-Pierre Huberty en de beeldhouwer Jean-Baptiste Wercollier. Hij nam deel aan de eerste salon van de CAL in de nazomer van 1894 en toonde daar een viertal van zijn ontwerpen. Charles Mullendorff overleed het jaar erop, op 33-jarige leeftijd, aan een longontsteking. Zijn kantoor werd overgenomen door Georges Traus.

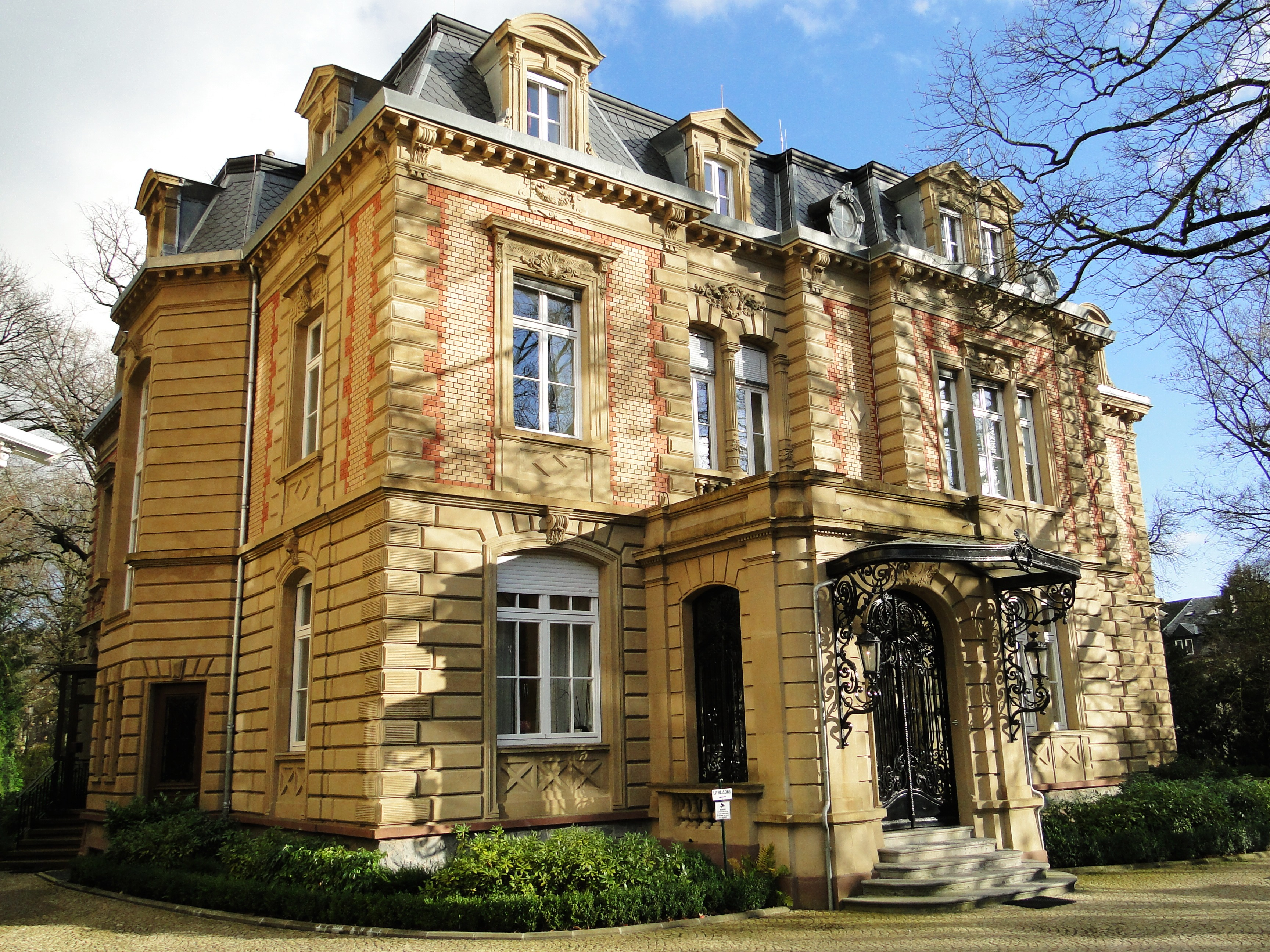
Villa Foch (1891), Luxemburg-Stad

## Enkele werken
- 1891 Villa Foch (oorspronkelijk Villa Thierry-Rückert), Boulevard Joseph II, Luxemburg-Stad.[4]
- Villa J.P. Brasseur, Boulevard de la Foire, Luxemburg-Stad
- Villa Thorn, Place Winston Churchill, Luxemburg-Stad
- Maison Lefort, Place Winston Churchill, Luxemburg-Stad
- Maison Jules Adam, Côte d'Eich, Luxemburg-Stad
- verbouwing van het Grand Café aan de Place d'Armes in Luxemburg-Stad
- verbouwing van het kasteel van Dreiborn